# Championnat de la CONMEBOL de football des moins de 20 ans
Le championnat des moins de 20 ans de la CONMEBOL accueille toutes les équipes de football de moins de 20 ans qui se situent en Amérique du Sud.

## Palmarès

### Par édition
Le tableau suivant retrace pour chaque édition de la compétition le palmarès du tournoi et la nation hôte. La compétition se déroule sous la forme d'un championnat excepté entre 1967 et 1975.
| N°  | Édition | Nation hôte | Vainqueur     | Finaliste | Troisième place  | Quatrième place  |
| --- | ------- | ----------- | ------------- | --------- | ---------------- | ---------------- |
| 1er | 1954    | Venezuela   | Uruguay       | Brésil    | Venezuela        | Pérou            |
| 2e  | 1958    | Chili       | Uruguay       | Argentine | Brésil           | Pérou            |
| 3e  | 1964    | Colombie    | Uruguay       | Paraguay  | Colombie         | Chili            |
| 4e  | 1967    | Paraguay    | Argentine     | Paraguay  | Brésil, Pérou    | Brésil, Pérou    |
| 5e  | 1971    | Paraguay    | Paraguay (1)  | Uruguay   | Argentine, Pérou | Argentine, Pérou |
| 6e  | 1974    | Chili       | Brésil        | Uruguay   | Paraguay         | Argentine        |
| 7e  | 1975    | Pérou       | Uruguay       | Chili     | Argentine        | Pérou            |
| 8e  | 1977    | Venezuela   | Uruguay       | Brésil    | Paraguay         | Chili            |
| 9e  | 1979    | Uruguay     | Uruguay       | Argentine | Paraguay         | Brésil           |
| 10e | 1981    | Équateur    | Uruguay       | Brésil    | Argentine        | Bolivie          |
| 11e | 1983    | Bolivie     | Brésil        | Uruguay   | Argentine        | Bolivie          |
| 12e | 1985    | Paraguay    | Brésil        | Paraguay  | Colombie         | Uruguay          |
| 13e | 1987    | Colombie    | Colombie      | Brésil    | Argentine        | Uruguay          |
| 14e | 1988    | Argentine   | Brésil        | Colombie  | Argentine        | Paraguay         |
| 15e | 1991    | Venezuela   | Brésil        | Argentine | Uruguay          | Paraguay         |
| 16e | 1992    | Colombie    | Brésil        | Uruguay   | Colombie         | Équateur         |
| 17e | 1995    | Bolivie     | Brésil        | Argentine | Chili            | Équateur         |
| 18e | 1997    | Chili       | Argentine     | Brésil    | Paraguay         | Uruguay          |
| 19e | 1999    | Argentine   | Argentine     | Uruguay   | Brésil           | Paraguay         |
| 20e | 2001    | Équateur    | Brésil        | Argentine | Paraguay         | Chili            |
| 21e | 2003    | Uruguay     | Argentine     | Brésil    | Paraguay         | Colombie         |
| 22e | 2005    | Colombie    | Colombie      | Brésil    | Argentine        | Chili            |
| 23e | 2007    | Paraguay    | Brésil        | Argentine | Uruguay          | Chili            |
| 24e | 2009    | Venezuela   | Brésil        | Paraguay  | Uruguay          | Venezuela        |
| 25e | 2011    | Pérou       | Brésil        | Uruguay   | Argentine        | Équateur         |
| 26e | 2013    | Argentine   | Colombie (3)  | Paraguay  | Uruguay          | Chili            |
| 27e | 2015    | Uruguay     | Argentine (5) | Colombie  | Uruguay          | Brésil           |
| 28e | 2017    | Équateur    | Uruguay (8)   | Équateur  | Venezuela        | Argentine        |
| 29e | 2019    | Chili       | Équateur (1)  | Argentine | Uruguay          | Colombie         |
| 30e | 2023    | Colombie    | Brésil (12)   | Uruguay   | Colombie         | Équateur         |
| 31e | 2025    | Venezuela   | Brésil (13)   | Argentine | Colombie         | Paraguay         |

### Par nation
| Équipe    | Titres                                                                            | Finaliste                                          | Troisième place                                    | Quatrième                              |
| --------- | --------------------------------------------------------------------------------- | -------------------------------------------------- | -------------------------------------------------- | -------------------------------------- |
| Brésil    | 13 (1974, 1983, 1985, 1988, 1991, 1992, 1995, 2001, 2007, 2009, 2011, 2023, 2025) | 7 (1954, 1977, 1981, 1987, 1997, 2003, 2005)       | 3 (1958, 1967, 1999)                               | 2 (1979, 2015)                         |
| Uruguay   | 8 (1954, 1958, 1964, 1975, 1977, 1979, 1981, 2017)                                | 7 (1971, 1974, 1983, 1992, 1999, 2011, 2023)       | 6 (1991, 2007, 2009, 2013, 2015, 2019)             | 3 (1985, 1987, 1997)                   |
| Argentine | 5 (1967, 1997, 1999, 2003, 2015)                                                  | 8 (1958, 1979, 1991, 1995, 2001, 2007, 2019, 2025) | 8 (1971, 1975, 1981, 1983, 1987, 1988, 2005, 2011) | 2 (1974, 2017)                         |
| Colombie  | 3 (1987, 2005, 2013)                                                              | 2 (1988, 2015)                                     | 5 (1964, 1985, 1992, 2023, 2025)                   | 2 (2003, 2019)                         |
| Paraguay  | 1 (1971)                                                                          | 5 (1964, 1967, 1985, 2009, 2013)                   | 6 (1974, 1977, 1979, 1997, 2001, 2003)             | 4 (1988, 1991, 1999, 2025)             |
| Équateur  | 1 (2019)                                                                          | 1 (2017)                                           |                                                    | 4 (1992, 1995, 2011, 2023)             |
| Chili     |                                                                                   | 1 (1975)                                           | 1 (1995)                                           | 6 (1964, 1977, 2001, 2005, 2007, 2013) |
| Pérou     |                                                                                   |                                                    | 2 (1967, 1971)                                     | 3 (1954, 1958, 1975)                   |
| Venezuela |                                                                                   |                                                    | 2 (1954, 2017)                                     | 1 (2009)                               |
| Bolivie   |                                                                                   |                                                    |                                                    | 2 (1981, 1983)                         |

## Statistiques

### Choix du pays organisateur
| Nombres de fois organisateur | Pays      | Année(s)                     |
| ---------------------------- | --------- | ---------------------------- |
| 5                            | Colombie  | 1964, 1987, 1992, 2005, 2023 |
| 5                            | Venezuela | 1954, 1977, 1991, 2009, 2025 |
| 4                            | Paraguay  | 1967, 1971, 1985, 2007       |
| 4                            | Chili     | 1958, 1974, 1997, 2019       |
| 3                            | Argentine | 1988, 1999, 2013             |
| 3                            | Uruguay   | 1979, 2003, 2015             |
| 3                            | Équateur  | 1981, 2001, 2017             |
| 2                            | Pérou     | 1975, 2011                   |
| 2                            | Bolivie   | 1983, 1995                   |

### Classement de tous les temps
Mise à jour après le tournoi 2023.
| Équipe | Équipe    | Pts | J   | G   | N  | D  | BP  | BC  | GD   | %v     |
| ------ | --------- | --- | --- | --- | -- | -- | --- | --- | ---- | ------ |
| 1      | Brésil    | 423 | 208 | 126 | 45 | 37 | 407 | 164 | +243 | 60,6 % |
| 2      | Uruguay   | 377 | 208 | 106 | 59 | 43 | 349 | 215 | +134 | 50,9 % |
| 3      | Argentine | 342 | 194 | 96  | 54 | 44 | 320 | 189 | +131 | 49,5 % |
| 4      | Paraguay  | 265 | 175 | 74  | 43 | 58 | 282 | 234 | +48  | 42,3 % |
| 5      | Colombie  | 248 | 178 | 67  | 47 | 64 | 212 | 215 | -3   | 37,6 % |
| 6      | Chili     | 190 | 162 | 52  | 34 | 76 | 225 | 263 | -38  | 32,1 % |
| 7      | Équateur  | 138 | 136 | 36  | 30 | 70 | 146 | 223 | -77  | 26,4 % |
| 8      | Pérou     | 120 | 138 | 30  | 30 | 78 | 154 | 268 | -114 | 21,7 % |
| 9      | Venezuela | 110 | 135 | 26  | 32 | 77 | 123 | 277 | -154 | 19,2 % |
| 10     | Bolivie   | 52  | 104 | 12  | 16 | 76 | 89  | 245 | -156 | 11,5 % |
| 11     | Israël    | 9   | 5   | 3   | 0  | 2  | 6   | 4   | +2   | 60,0 % |
| 12     | Panama    | 0   | 3   | 0   | 0  | 3  | 4   | 20  | -16  | 0,0 %  |

### Buteurs par édition
| Année | Équipe    | Joueur                    | Nombre de buts |
| ----- | --------- | ------------------------- | -------------- |
| 1954  | Paraguay  | Juan Bautista Agüero      | 7              |
| 1958  | Argentine | Norberto Raffo            | 5              |
| 1964  | Chili     | Jaime Bravo López         | 5              |
| 1967  | Argentine | Carlos Garcia Cambon      | 3              |
| 1971  | Uruguay   | Ricardo Islas             | 4              |
| 1971  | Paraguay  | Cristóbal Maldonado       | 4              |
| 1974  | Uruguay   | Hebert Revetria           | 8              |
| 1975  | Uruguay   | Hebert Revetria           | 4              |
| 1975  | Brésil    | Toninho Cerezo            | 4              |
| 1977  | Uruguay   | Amaro Nadal               | 4              |
| 1977  | Brésil    | Aguinaldo Roberto Gallon  | 4              |
| 1979  | Uruguay   | Arsenio Luzardo           | 4              |
| 1981  | Uruguay   | Enzo Francescoli          | 5              |
| 1981  | Brésil    | Reinaldo "Lela" Felisbino | 5              |
| 1983  | Uruguay   | Carlos Aguilera           | 7              |
| 1985  | Brésil    | Romário                   | 5              |
| 1987  | Argentine | Alejandro Russo           | 4              |
| 1988  | Brésil    | Roberto de Assis Moreira  | 5              |
| 1988  | Paraguay  | Javier Ferreira           | 5              |
| 1991  | Argentine | Juan Esnáider             | 7              |
| 1992  | Uruguay   | Fernando Correa           | 5              |

| Année | Équipe    | Joueur                  | Nombre de buts |
| ----- | --------- | ----------------------- | -------------- |
| 1995  | Argentine | Leonardo Biagini        | 4              |
| 1997  | Brésil    | Adaílton Martins Bolzan | 8              |
| 1999  | Argentine | Luciano Galletti        | 9              |
| 2002  | Brésil    | Adriano                 | 6              |
| 2002  | Brésil    | Ewerthon                | 6              |
| 2003  | Argentine | Fernando Cavenaghi      | 8              |
| 2005  | Colombie  | Hugo Rodallega          | 11             |
| 2007  | Uruguay   | Edinson Cavani          | 7              |
| 2009  | Paraguay  | Hernán Pérez            | 5              |
| 2009  | Paraguay  | Robin Ramírez           | 5              |
| 2009  | Uruguay   | Abel Hernández          | 5              |
| 2009  | Brésil    | Walter                  | 5              |
| 2011  | Brésil    | Neymar                  | 9              |
| 2013  | Uruguay   | Nicolás López           | 6              |
| 2015  | Argentine | Giovanni Simeone        | 9              |
| 2017  | Uruguay   | Rodrigo Amaral          | 5              |
| 2017  | Équateur  | Bryan Cabezas           | 5              |
| 2017  | Argentine | Marcelo Torres          | 5              |
| 2017  | Argentine | Lautaro Martínez        | 5              |
| 2019  | Équateur  | Leonardo Campana        | 6              |
| 2023  | Brésil    | Vitor Roque             | 6              |
| 2023  | Brésil    | Andrey Santos           | 6              |
| 2025  | Colombie  | Néiser Villarreal       | 8              |